# Saint Marcellin (Gorges du Tarn)
Saint Marcellin je v současné době již neobývaná samota sestávající ze čtyř domů nalézající se na úbočí náhorní plošiny Causse de Sauveterre pod skalními převisy nazývanými Cirque de Saint Marcellin  asi 3,5 km severně od městečka Le Rozier ve francouzském departementu Lozère.
Samota byla založena u vodního pramene pod skalním převisem a je přístupná po horském turistickém chodníku vedoucím z obce Liacous do Saint Rome de Dolan, případně je možno zaparkovat automobil na malém parkovišti pod samotou na silnici z Le Rozier do Les Vignes a k samotě vystoupat cca 250 výškových metrů po původním přístupovém chodníku.
Své jméno samota obdržela podle kaple Saint Marcellin vybudované u zdejšího pramene. Kaple spolu s pecí pro chléb a několika domy byla v posledních letech péčí dobrovolníků rekonstruována. Ke kapli se každoročně koná v červnu pouť.
Od samoty jsou pěkné výhledy na protější stranu Gorges du Tarn.

## Galerie

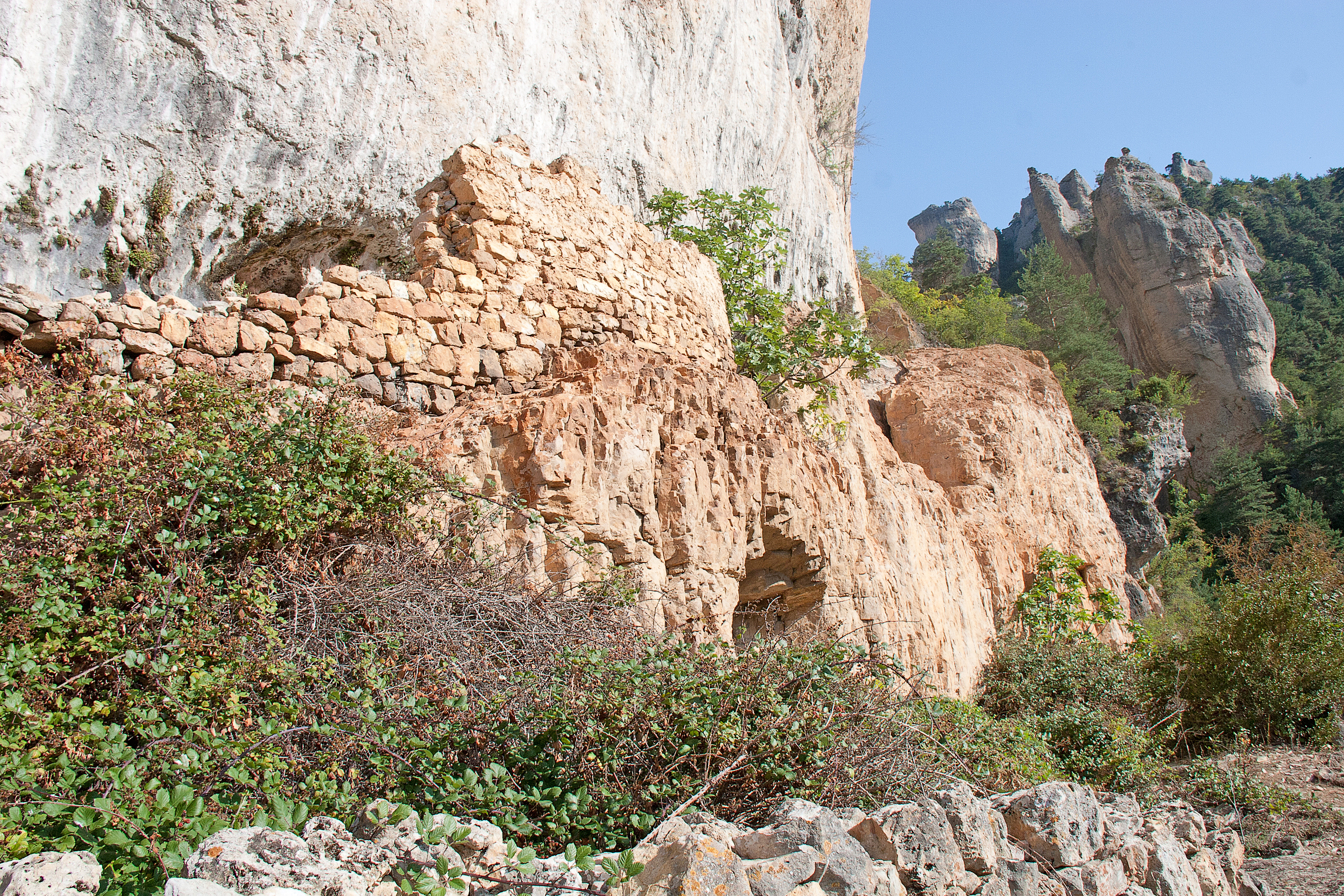
Saint Marcellin
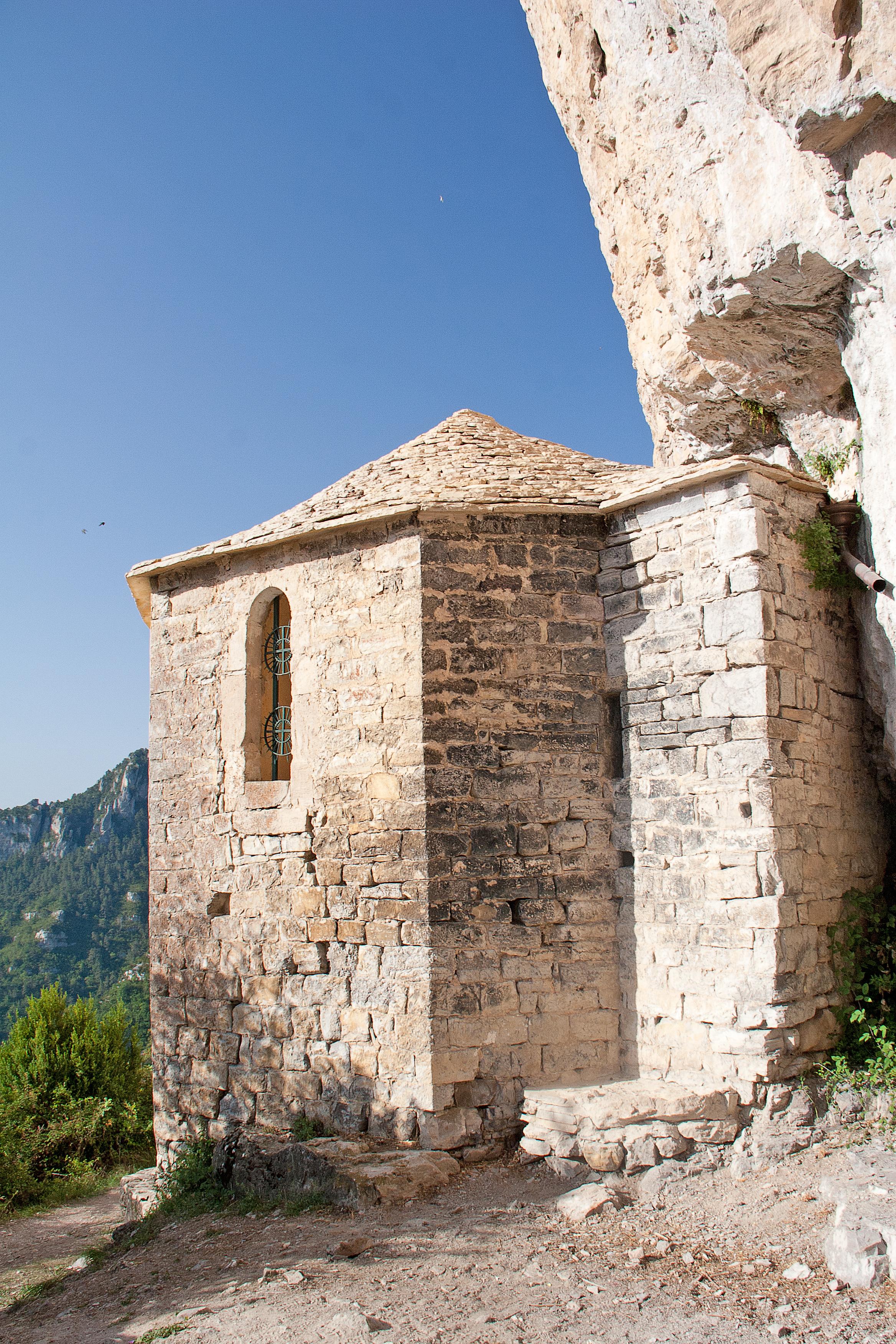
Kaple Saint Marcellin
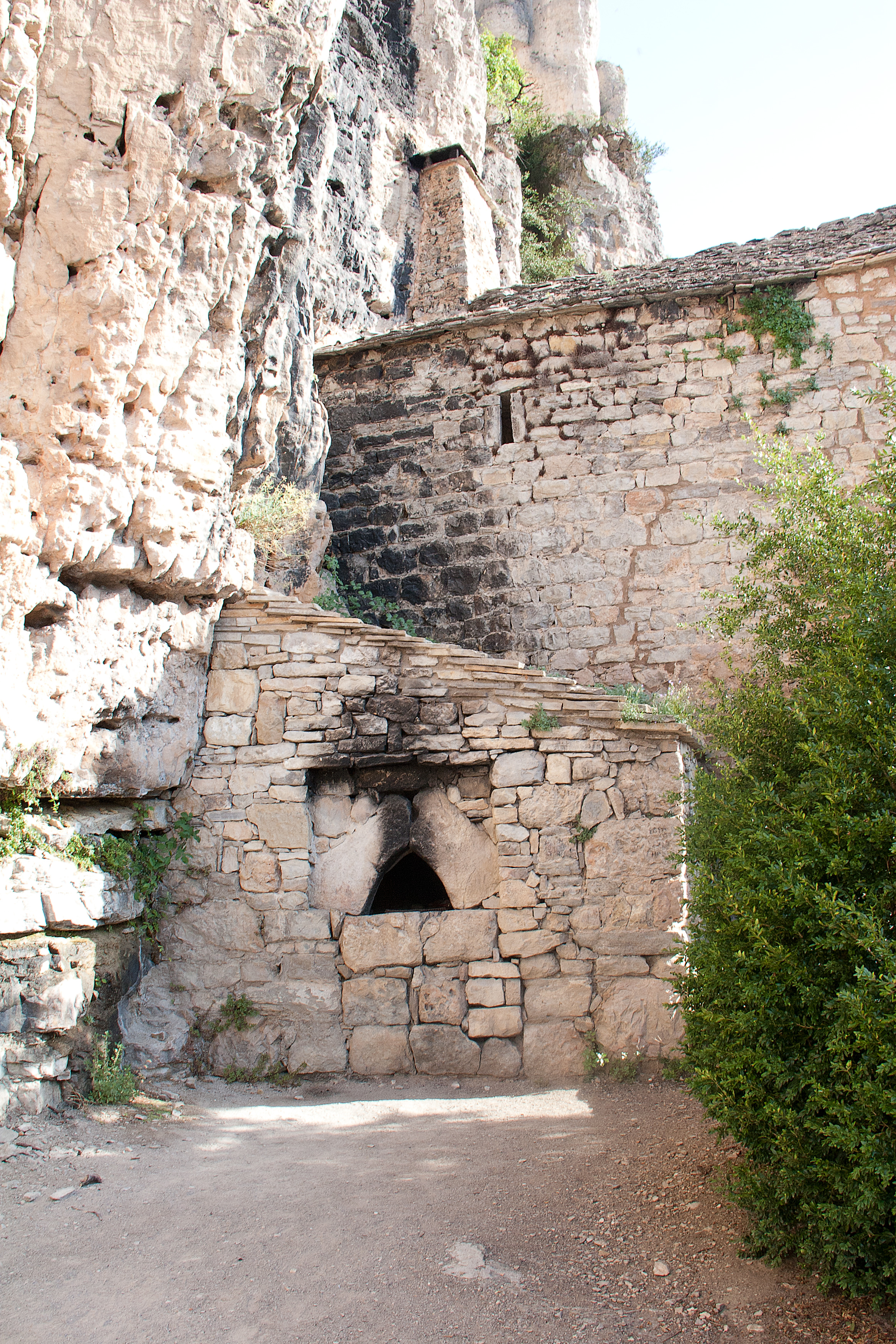
pec na chleba v Saint Marcellin
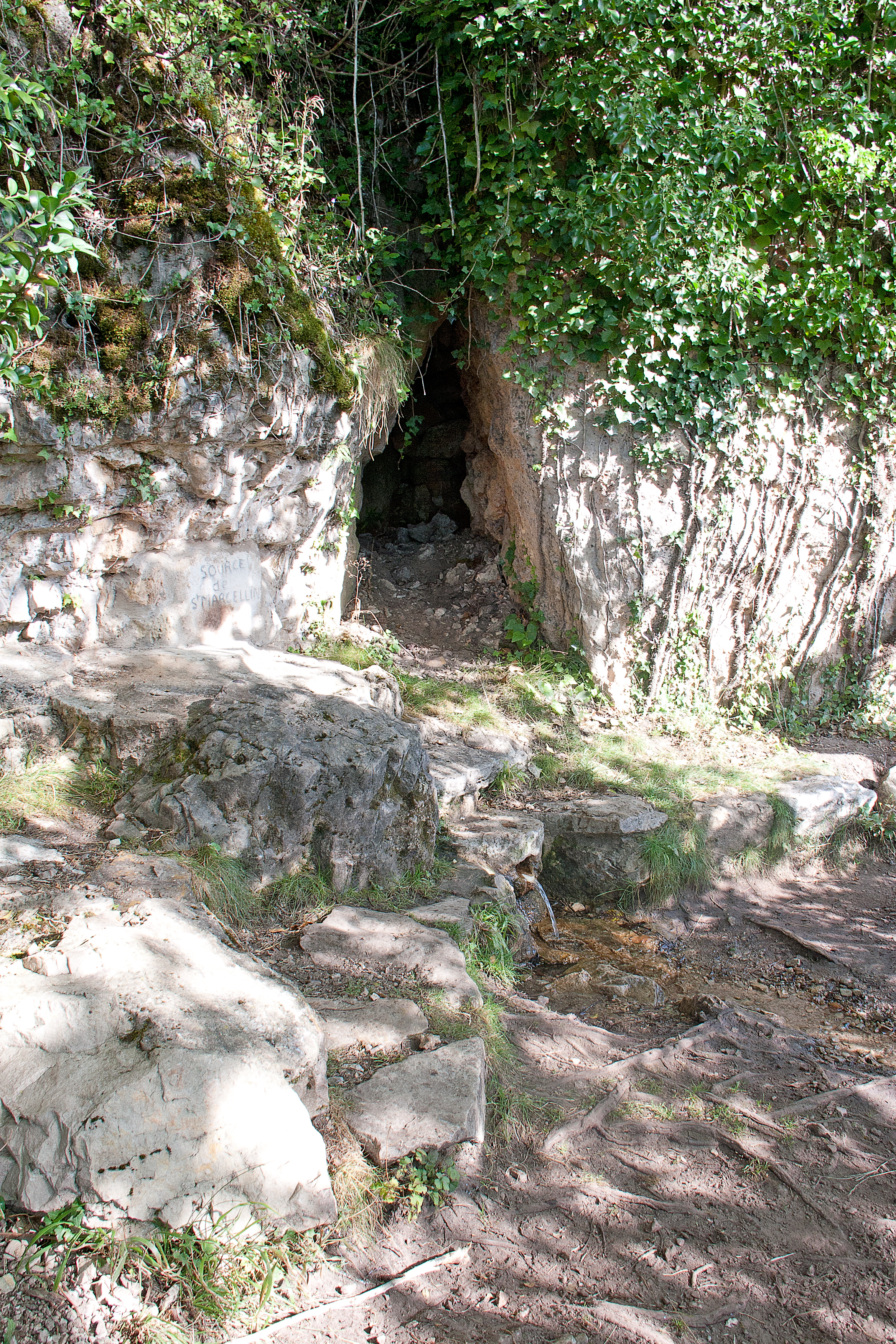
pramen v Saint Marcellin
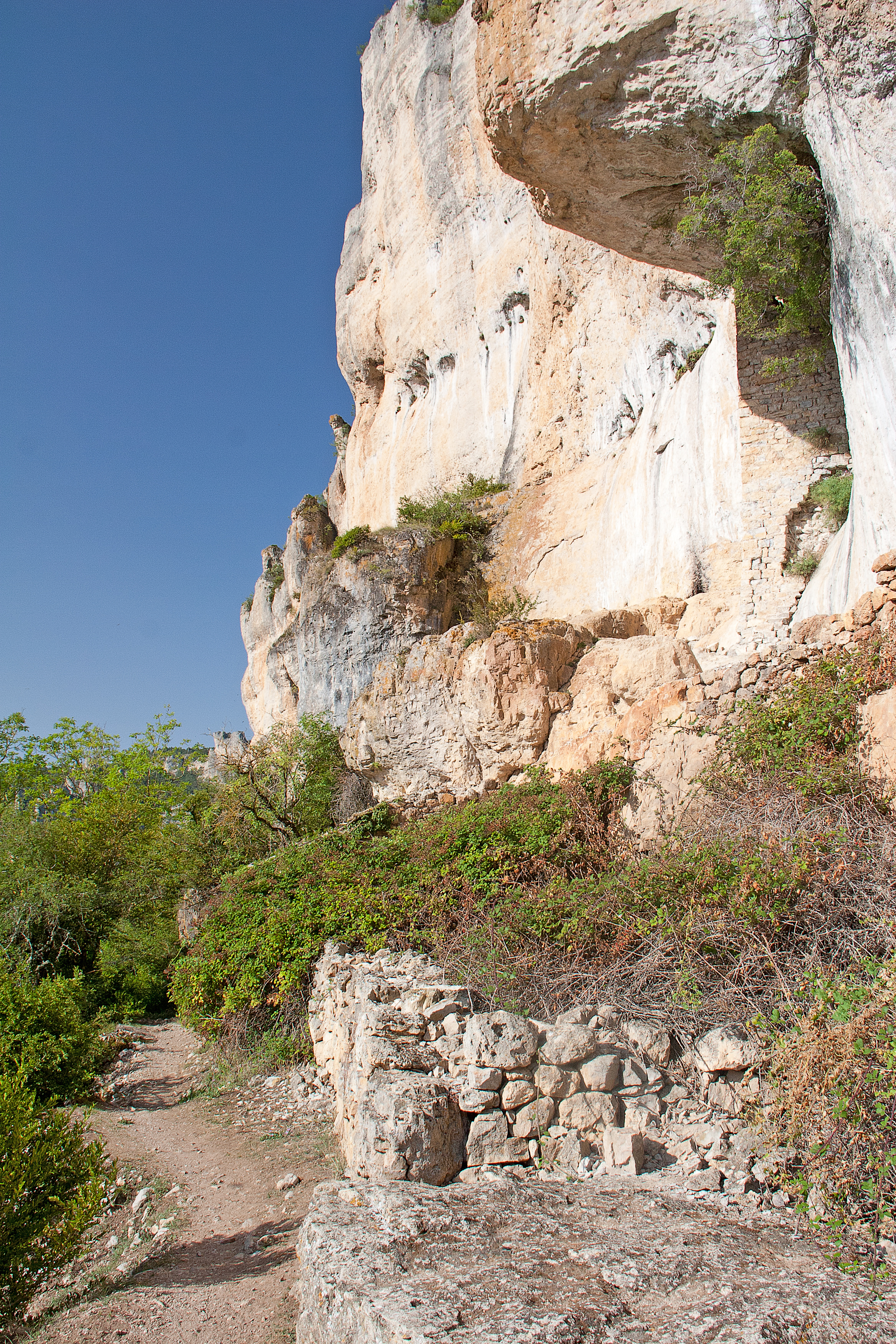
Saint Marcellin
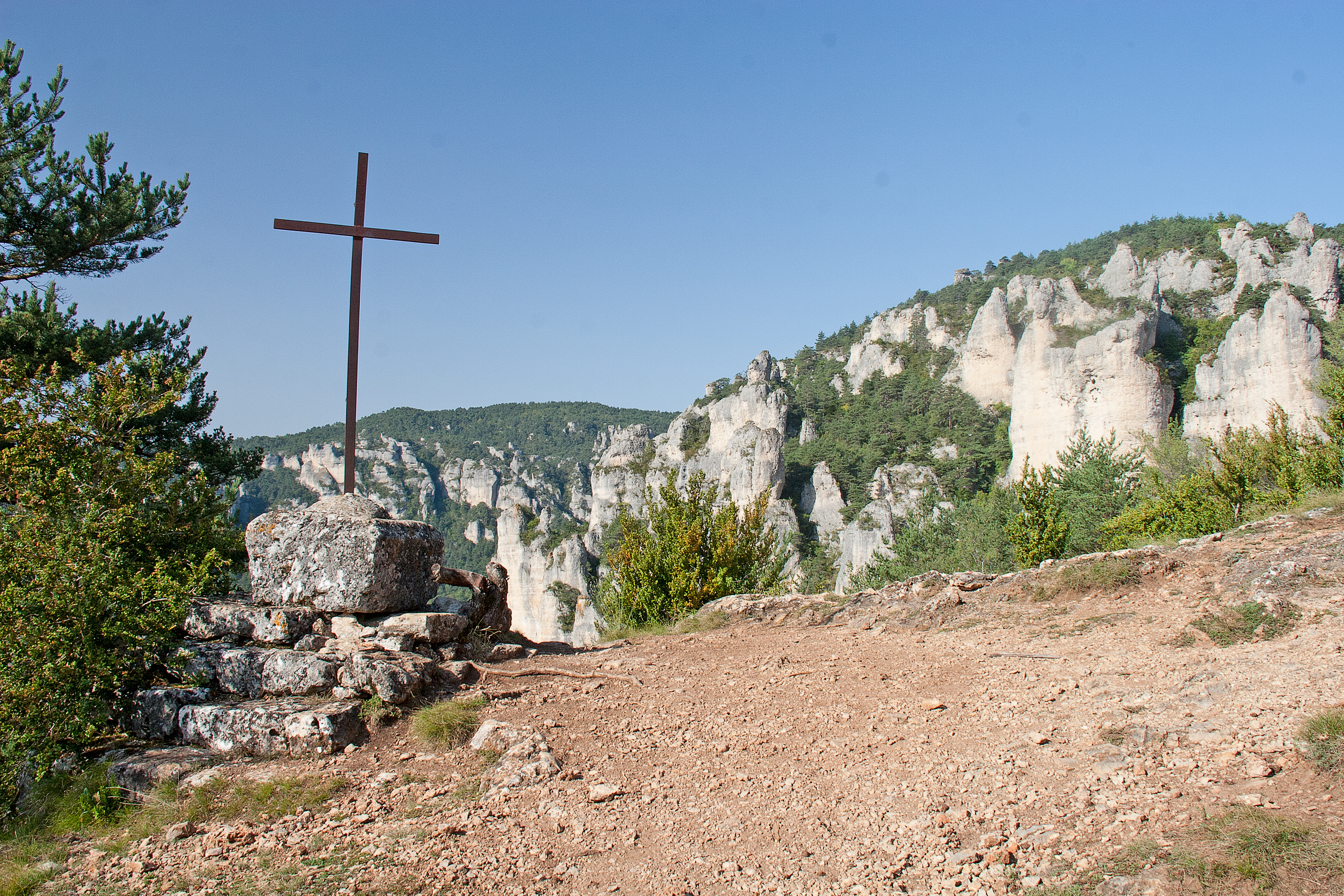
Saint Marcellin - křížek u Les Paillasses